# ラトン峠

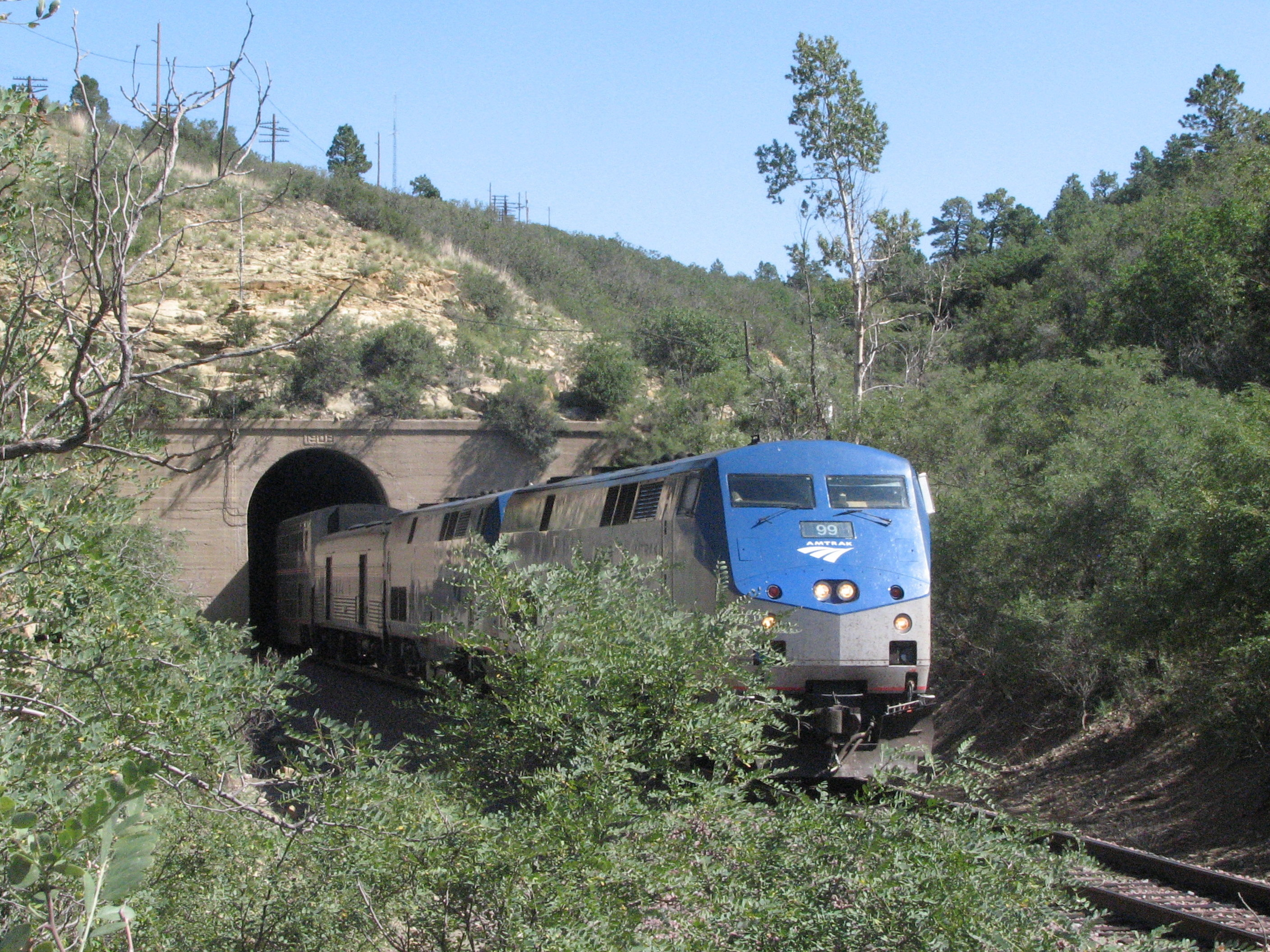
ラトン峠トンネルを抜けたアムトラックの西行きサウスウェスト・チーフ号

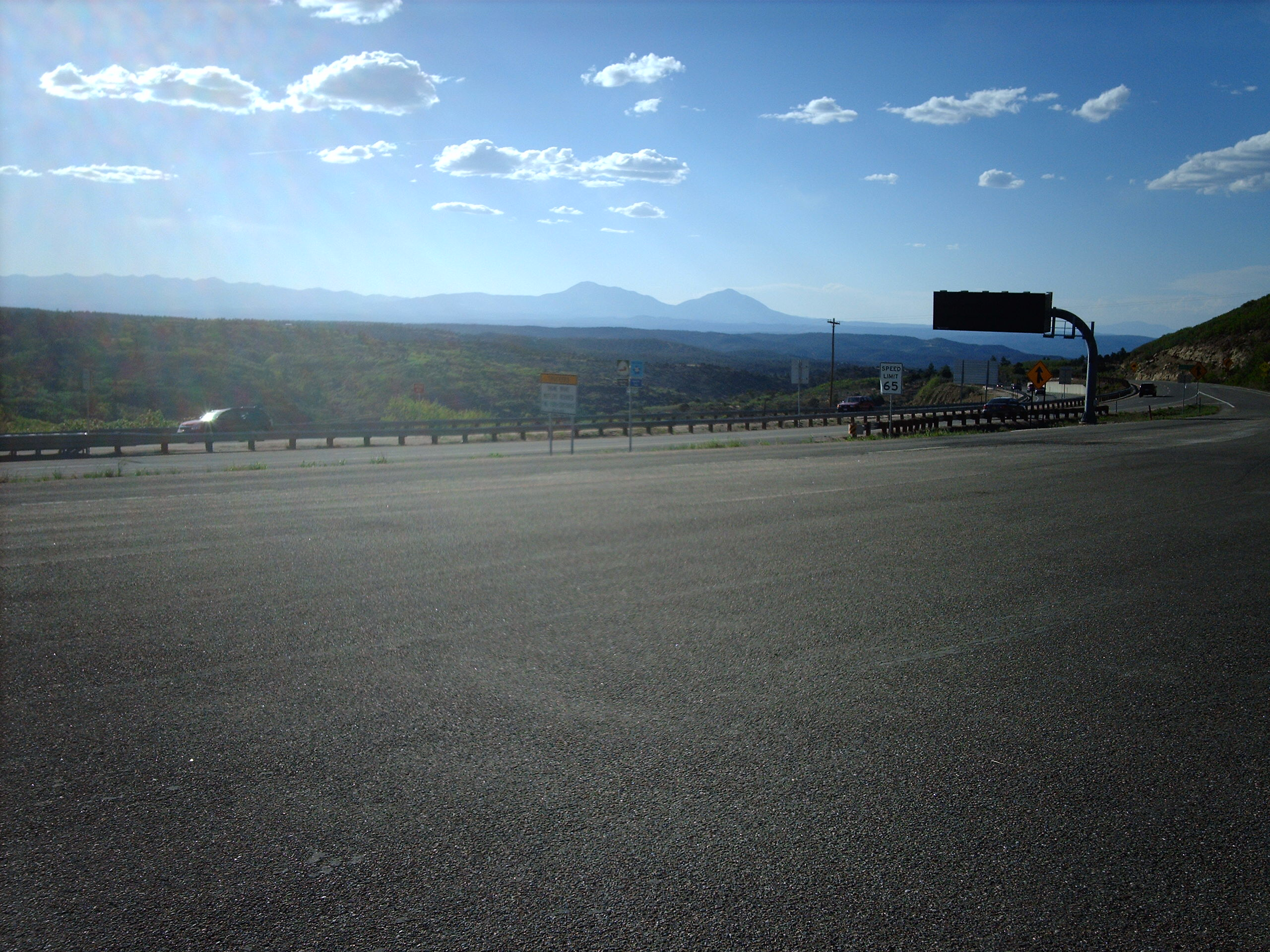
I-25のラトン峠よりコロラド方面を望む

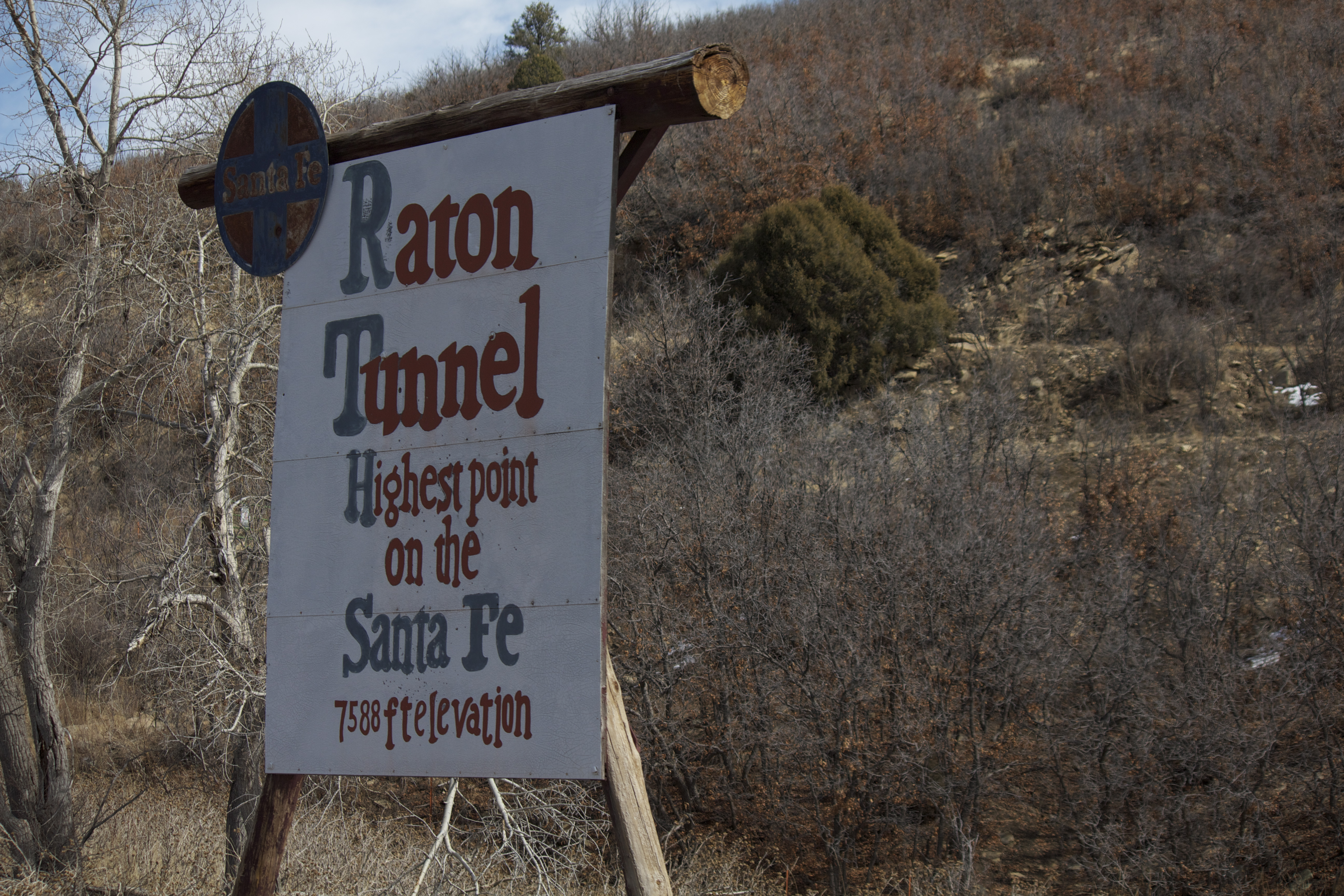
サンタフェ鉄道がトンネル手前の線路沿いに立てた看板

ラトン峠（ラトンとうげ、英語: Raton Pass）は、アメリカ合衆国のコロラド州とニューメキシコ州の境界に沿った、高度7834フィートの峠。サンタフェのおよそ100マイル（160 km）北東にあり、コロラド州トリニダードと、ニューメキシコ州ラトンの間のサングレ・デ・クリスト山脈の東端に位置する。峠は、北にアーカンザス川の谷、南にシマロン川の谷の間の、最短距離の陸路を提供している。
19世紀に、サンタフェ・トレイルの一部のルートとして使用され、後に、1800年代後半、山を通る鉄道の主なルートとして、アッチソン・トピカ・アンド・サンタフェ鉄道によって使用された。 コロラドのロイヤル峡谷と共に、峠はサンタフェ鉄道と、それより小さいデンバー・アンド・リオグランデ鉄道の間に起こった、1878年から1879年の鉄道戦争の焦点のひとつであった。
20世紀には、デンバーとアルバカーキの間の州間高速道路25（I-25）のルートになった。峠は特に高くはないが、時々、激しい冬の降雪時には、運転が難しくなる。多くの状況の下では、ほとんどの自動車が容易に通行できる。
2015年現在、旅客列車はロサンゼルスとシカゴを結ぶアムトラックのサウスウェスト・チーフ号が毎日一往復通過している。
座標: 北緯36度59分28秒 西経104度29分12秒 / 北緯36.99111度 西経104.48667度